# Kiki Bertens
Kiki Bertens (ur. 10 grudnia 1991 w Wateringen) – holenderska tenisistka.

## Kariera tenisowa
Karierę sportową rozpoczęła w sierpniu 2006 roku, biorąc udział w turnieju ITF we Vlaardingen. Wystąpiła tam dzięki dzikiej karcie przyznanej przez organizatorów i osiągnęła drugą rundę, pokonując w pierwszej Irynę Buriaczok. W 2007 roku wygrała kwalifikacje w holenderskim Alkmaar, ale w pierwszej rundzie turnieju głównego przegrała z Olgą Brózdą. Rok później w Brukseli, w parze z Nicolette van Uitert, dotarła do półfinału gry podwójnej, a potem, w Eschende, do półfinału gry pojedynczej.
Przełomowym w karierze był rok 2009. W czerwcu, w Apeldoorn, dotarła do finału singla, pokonując między innymi w ćwierćfinale Claudine Schaul z Luksemburga. W finale przegrała z Francuzką Nathalie Piquion. W lipcu, w parze z Quirine Lemoine, wygrała swój pierwszy turniej deblowy w Bree, a do końca roku wygrała jeszcze cztery podobne turnieje. Również w singlu odniosła pierwsze zwycięstwa, wygrywając turnieje w Almere i w Antalyi. W sumie w karierze wygrała siedem turniejów singlowych i jedenaście deblowych rangi ITF.
W kwietniu 2012 roku po raz pierwszy sięgnęła po tytuł w grze singlowej. W rozgrywkach cyklu WTA w marokańskim Fezie pokonała w finale Hiszpankę Laurę Pous Tió 7:5, 6:0. Sukces pozwolił jej na wejście do pierwszej setki światowego rankingu, na miejsce 92. W 2012 roku wygrała kwalifikacje do wielkoszlemowego turnieju French Open, w których pokonała Annikę Beck, Olgę Puczkową oraz Mădălinę Gojneę i po raz pierwszy w karierze awansowała do turnieju głównego tej rangi. W pierwszej rundzie trafiła na Amerykankę Christinę McHale, z którą przegrała w trzech setach i odpadła z dalszych rozgrywek.
Sezon 2013 rozpoczęła od ćwierćfinału w Auckland. W Paryżu w meczu półfinałowym przeciw Sarze Errani skreczowała przy stanie 0:5. Kolejne ćwierćfinały osiągnęła w Acapulco i Marrakeszu.
W sezonie 2014 osiągnęła w grze pojedynczej czwartą rundę French Open, w której uległa Andrei Petković 6:1, 2:6, 5:7.
W 2015 roku Holenderka zanotowała półfinał w ’s-Hertogenbosch. W styczniu razem z Johanną Larsson zwyciężyły w zawodach deblowych rozgrywanych w Hobart, w finale pokonując Witaliję Djaczenko i Monikę Niculescu 7:5, 6:3. Pół roku później w Båstad, ponownie w parze z Larsson, wygrały w meczu mistrzowskim 7:5, 6:4 z deblem Tatjana Maria–Olha Sawczuk.
W styczniu 2018 roku wygrała turniej deblowy w Brisbane. Wiosną na nawierzchni ziemnej triumfowała w Charleston i doszła do finału w Madrycie. W sierpniu zdobyła tytuł w karierze w Cincinnati. Następnie była najlepsza w Seulu. Wskutek kontuzji pleców Simony Halep po raz pierwszy zakwalifikowała się do kończącego sezon WTA Finals; dotarła w nim do półfinału, w którym przegrała w trzech setach z Eliną Switoliną.

## Życie prywatne
30 listopada 2019 poślubiła swojego fizjoterapeutę Remko de Rijke. 3 kwietnia 2022 urodziła syna, Matsa.

## Historia występów wielkoszlemowych
Legenda
     W, wygrany turniej
     F, przegrana w finale
     SF, przegrana w półfinale
     QF, przegrana w ćwierćfinale
     xR, przegrana w x rundzie
     Qx, przegrana w x rundzie kwalifikacji
     A, brak startu
     NH, turniej nie odbył się

### Występy w grze pojedynczej
| Australian Open        | A   | A   | A   | A   | Q2 | 1R | 1R | 2R  | 1R | 1R | 3R | 2R | 4R | A  | 0 / 8  | 7 – 8   |  |  |  |  |  |  |  |  |  |  |
| French Open            | A   | A   | A   | Q1  | 1R | 1R | 4R | 1R  | SF | 2R | 3R | 2R | 4R | 1R | 0 / 10 | 15 – 10 |  |  |  |  |  |  |  |  |  |  |
| Wimbledon              | A   | A   | A   | A   | 2R | 1R | Q1 | 1R  | 3R | 1R | QF | 3R | NH | 1R | 0 / 8  | 9 – 8   |  |  |  |  |  |  |  |  |  |  |
| US Open                | A   | A   | A   | Q1  | 2R | 1R | 1R | 2R  | 1R | 1R | 3R | 3R | A  |    | 0 / 8  | 6 – 8   |  |  |  |  |  |  |  |  |  |  |
|                        |     |     |     |     |    |    |    |     |    |    |    |    |    |    |        |         |  |  |  |  |  |  |  |  |  |  |
| Ranking na koniec roku | 973 | 569 | 230 | 184 | 63 | 87 | 69 | 101 | 22 | 31 | 9  | 9  | 9  |    | 0 / 34 | 37 – 34 |  |  |  |  |  |  |  |  |  |  |

### Występy w grze podwójnej
| Australian Open        | A    | A   | A   | A   | A   | 1R  | 1R  | QF | 1R | 2R | 1R | A   | A   | A  | 0 / 6  | 4 – 6   |  |  |  |  |  |  |  |  |  |  |  |
| French Open            | A    | A   | A   | A   | 1R  | 1R  | A   | 1R | QF | 3R | 3R | A   | A   | A  | 0 / 6  | 7 – 6   |  |  |  |  |  |  |  |  |  |  |  |
| Wimbledon              | A    | A   | A   | A   | A   | A   | A   | 1R | 2R | 1R | 3R | A   | NH  | 1R | 0 / 5  | 3 – 5   |  |  |  |  |  |  |  |  |  |  |  |
| US Open                | A    | A   | A   | A   | 1R  | 2R  | 1R  | 3R | 2R | 3R | 2R | A   | A   |    | 0 / 7  | 7 – 7   |  |  |  |  |  |  |  |  |  |  |  |
|                        |      |     |     |     |     |     |     |    |    |    |    |     |     |    |        |         |  |  |  |  |  |  |  |  |  |  |  |
| Ranking na koniec roku | 1008 | 519 | 312 | 195 | 296 | 326 | 251 | 38 | 37 | 19 | 43 | 178 | 116 |    | 0 / 24 | 21 – 24 |  |  |  |  |  |  |  |  |  |  |  |

### Występy w grze mieszanej
| Australian Open | A | A | A | A | A | A | A | A | A  | A | A | A | A  | A  | 0 / 0 | 0 – 0 |  |  |  |  |  |  |  |  |  |  |  |
| French Open     | A | A | A | A | A | A | A | A | A  | A | A | A | NH | A  | 0 / 0 | 0 – 0 |  |  |  |  |  |  |  |  |  |  |  |
| Wimbledon       | A | A | A | A | A | A | A | A | 2R | A | A | A | NH | 1R | 0 / 2 | 0 – 2 |  |  |  |  |  |  |  |  |  |  |  |
| US Open         | A | A | A | A | A | A | A | A | A  | A | A | A | NH |    | 0 / 0 | 0 – 0 |  |  |  |  |  |  |  |  |  |  |  |
|                 |   |   |   |   |   |   |   |   |    |   |   |   |    |    |       |       |  |  |  |  |  |  |  |  |  |  |  |
|                 |   |   |   |   |   |   |   |   |    |   |   |   |    |    | 0 / 2 | 0 – 2 |  |  |  |  |  |  |  |  |  |  |  |

## Finały turniejów WTA
| Legenda                     | Legenda |
| --------------------------- | ------- |
| Wielki Szlem                |         |
| Igrzyska olimpijskie        |         |
| WTA Tour Championships      |         |
| WTA Elite Trophy            |         |
| 2009 – 2020                 |         |
| WTA Premier Mandatory       |         |
| WTA Premier 5               |         |
| WTA Premier                 |         |
| WTA International Series    |         |
| WTA 125K series (2012–2020) |         |

### Gra pojedyncza 15 (10–5)
| Końcowy wynik | Nr  | Data                 | Turniej    | Nawierzchnia  | Przeciwniczka        | Wynik finału     |
| ------------- | --- | -------------------- | ---------- | ------------- | -------------------- | ---------------- |
| Zwyciężczyni  | 1.  | 28 kwietnia 2012     | Fez        | Ceglana       | Laura Pous Tió       | 7:5, 6:0         |
| Zwyciężczyni  | 2.  | 21 maja 2016         | Norymberga | Ceglana       | Mariana Duque Mariño | 6:2, 6:2         |
| Finalistka    | 1.  | 17 lipca 2016        | Gstaad     | Ceglana       | Viktorija Golubic    | 6:4, 3:6, 4:6    |
| Zwyciężczyni  | 3.  | 27 maja 2017         | Norymberga | Ceglana       | Barbora Krejčíková   | 6:2, 6:1         |
| Zwyciężczyni  | 4.  | 23 lipca 2017        | Gstaad     | Ceglana       | Anett Kontaveit      | 6:4, 3:6, 6:1    |
| Zwyciężczyni  | 5.  | 8 kwietnia 2018      | Charleston | Ceglana       | Julia Görges         | 6:2, 6:1         |
| Finalistka    | 2.  | 12 maja 2018         | Madryt     | Ceglana       | Petra Kvitová        | 6:7(6), 6:4, 3:6 |
| Zwyciężczyni  | 6.  | 18 sierpnia 2018     | Cincinnati | Twarda        | Simona Halep         | 3:6, 7:6(6), 6:2 |
| Zwyciężczyni  | 7.  | 23 września 2018     | Seul       | Twarda        | Ajla Tomljanović     | 7:6(2), 4:6, 6:2 |
| Zwyciężczyni  | 8.  | 3 lutego 2019        | Petersburg | Twarda (hala) | Donna Vekić          | 7:6(2), 6:4      |
| Zwyciężczyni  | 9.  | 11 maja 2019         | Madryt     | Ceglana       | Simona Halep         | 6:4, 6:4         |
| Finalistka    | 3.  | 16 czerwca 2019      | Rosmalen   | Trawiasta     | Alison Riske         | 6:0, 6:7(3), 5:7 |
| Finalistka    | 4.  | 28 lipca 2019        | Palermo    | Ceglana       | Jil Teichmann        | 6:7(2), 2:6      |
| Finalistka    | 5.  | 27 października 2019 | Zhuhai     | Twarda (hala) | Aryna Sabalenka      | 4:6, 2:6         |
| Zwyciężczyni  | 10. | 16 lutego 2020       | Petersburg | Twarda (hala) | Jelena Rybakina      | 6:1, 6:3         |

### Gra podwójna 16 (10–6)
| Końcowy wynik | Nr  | Data                 | Turniej          | Nawierzchnia  | Partnerka        | Przeciwniczki                                  | Wynik finału      |
| ------------- | --- | -------------------- | ---------------- | ------------- | ---------------- | ---------------------------------------------- | ----------------- |
| Zwyciężczyni  | 1.  | 17 stycznia 2015     | Hobart           | Twarda        | Johanna Larsson  | Witalija Djaczenko Monica Niculescu            | 7:5, 6:3          |
| Zwyciężczyni  | 2.  | 19 lipca 2015        | Båstad           | Ceglana       | Johanna Larsson  | Tatjana Maria Olha Sawczuk                     | 7:5, 6:4          |
| Finalistka    | 1.  | 27 września 2015     | Seul             | Twarda        | Johanna Larsson  | Lara Arruabarrena Andreja Klepač               | 6:2, 3:6, 6–10    |
| Finalistka    | 2.  | 27 lutego 2016       | Acapulco         | Twarda        | Johanna Larsson  | Anabel Medina Garrigues Arantxa Parra Santonja | 0:6, 4:6          |
| Zwyciężczyni  | 3.  | 21 maja 2016         | Norymberga       | Ceglana       | Johanna Larsson  | Shūko Aoyama Renata Voráčová                   | 6:3, 6:4          |
| Zwyciężczyni  | 4.  | 16 października 2016 | Linz             | Twarda (hala) | Johanna Larsson  | Anna-Lena Grönefeld Květa Peschke              | 4:6, 6:2, 10-7    |
| Zwyciężczyni  | 5.  | 22 października 2016 | Luksemburg       | Twarda (hala) | Johanna Larsson  | Monica Niculescu Patricia Maria Țig            | 4:6, 7:5, 11-9    |
| Zwyciężczyni  | 6.  | 7 stycznia 2017      | Auckland         | Twarda        | Johanna Larsson  | Demi Schuurs Renata Voráčová                   | 6:2, 6:2          |
| Finalistka    | 3.  | 17 czerwca 2017      | ’s-Hertogenbosch | Trawiasta     | Demi Schuurs     | Dominika Cibulková Kirsten Flipkens            | 6:4, 4:6, 6-10    |
| Zwyciężczyni  | 7.  | 23 lipca 2017        | Gstaad           | Ceglana       | Johanna Larsson  | Viktorija Golubic Nina Stojanović              | 7:6(4), 4:6, 10-7 |
| Zwyciężczyni  | 8.  | 24 września 2017     | Seul             | Twarda        | Johanna Larsson  | Luksika Kumkhum Peangtarn Plipuech             | 6:4, 6:1          |
| Zwyciężczyni  | 9.  | 15 października 2017 | Linz             | Twarda (hala) | Johanna Larsson  | Nateła Dzałamidze Xenia Knoll                  | 3:6, 6:3, 10-4    |
| Finalistka    | 4.  | 29 października 2017 | Singapur         | Twarda (hala) | Johanna Larsson  | Tímea Babos Andrea Hlaváčková                  | 6:4, 4:6, 5–10    |
| Zwyciężczyni  | 10. | 6 stycznia 2018      | Brisbane         | Twarda        | Demi Schuurs     | Andreja Klepač María José Martínez Sánchez     | 7:5, 6:2          |
| Finalistka    | 5.  | 16 czerwca 2018      | Rosmalen         | Trawiasta     | Kirsten Flipkens | Elise Mertens Demi Schuurs                     | 3:3 krecz         |
| Finalistka    | 6.  | 12 stycznia 2020     | Brisbane         | Twarda        | Ashleigh Barty   | Hsieh Su-wei Barbora Strýcová                  | 6:3, 6:7(7), 8–10 |

## Występy w Turnieju Mistrzyń

### W grze pojedynczej
| Rok  | Rezultat                             | Przeciwniczka                 | Wynik                        |
| 2018 | Półfinał                             | Elina Switolina               | 5:7, 7:6(5), 4:6             |
| 2019 | Faza grupowa (zawodniczka rezerwowa) | Ashleigh Barty Belinda Bencic | 3:6, 6:3, 6:4 5:7, 0:1 krecz |

### W grze podwójnej
| Rok  | Rezultat | Partnerka       | Przeciwniczki                 | Wynik          |
| 2017 | Finał    | Johanna Larsson | Tímea Babos Andrea Hlaváčková | 6:4, 4:6, 5–10 |

## Występy w Turnieju WTA Elite Trophy

### W grze pojedynczej
| Rok  | Rezultat     | Przeciwniczka                   | Wynik                     |
| 2016 | Faza grupowa | Elina Switolina Jelena Wiesnina | 6:2, 4:6, 2:6 4:6, 6:7(5) |
| 2019 | Finał        | Aryna Sabalenka                 | 4:6, 2:6                  |

## Finały turniejów ITF
| turnieje z pulą nagród 100 000 $   |
| turnieje z pulą nagród 75/80 000 $ |
| turnieje z pulą nagród 50/60 000 $ |
| turnieje z pulą nagród 25 000 $    |
| turnieje z pulą nagród 15 000 $    |
| turnieje z pulą nagród 10 000 $    |

### Gra pojedyncza
|    | Data       | Turniej   | Kat. | ($)    | Naw.   | Finalistka             | Wynik         |
| 1. | 06/09/2009 | Almere    | ITF  | 10 000 | ziemna | Angelique Van Der Meet | 6:2, 6:4      |
| 2. | 04/10/2009 | Antalya   | ITF  | 10 000 | ziemna | Nanuli Pipija          | 6:2, 6:2      |
| 3. | 27/06/2010 | Rotterdam | ITF  | 10 000 | ziemna | Danielle Harmsen       | 6:4, 6:2      |
| 4. | 14/08/2011 | Koksijde  | ITF  | 25 000 | ziemna | Elica Kostowa          | 6:2, 6:1      |
| 5. | 11/03/2012 | Irapuato  | ITF  | 25 000 | twarda | Jarosława Szwiedowa    | 6:4, 2:6, 6:1 |
| 6. | 25/03/2012 | Bath      | ITF  | 25 000 | twarda | Annika Beck            | 6:4, 3:6, 6:3 |
| 7. | 09/08/2015 | Koksijde  | ITF  | 25 000 | ziemna | Myrtille Georges       | 3:6, 6:2, 6:3 |